# Arbetssökande
Arbetssökande kallas en person som frivilligt eller ofrivilligt är helt eller delvis arbetslös och som söker ett arbete. 

## Juridisk definition av arbetssökande
Begreppet finns definierat i 9 § lagen om arbetslöshetsförsäkring, ALF:
Rätt till ersättning vid arbetslöshet har sökande som
1. är arbetsföra och oförhindrade att åta sig arbete för en arbetsgivares räkning minst 3 timmar varje arbetsdag och i genomsnitt minst 17 timmar i veckan,
2. är beredda att anta erbjudet lämpligt arbete under tid för vilken de inte anmält hinder som kan godtas av arbetslöshetskassan,
3. är anmälda som arbetssökande hos den offentliga arbetsförmedlingen i den ordning som föreskrivs av regeringen eller den myndighet som regeringen bestämmer,
4. medverkar till att en individuell handlingsplan upprättas i samråd med den offentliga arbetsförmedlingen, och
5. aktivt söker ett lämpligt arbete men inte kan få ett sådant arbete.

## Politiska reformer av arbetsmarknadspolitiken
En annan beteckning på arbetssökande som uppstod efter AMS hårt kritiserade rapport "Förmedlingsarbete med ökat sökandeansvar".
Arbetsmarknadsstyrelsen (AMS) skriver bland annat följande i rapporten - "Nivån på den klassiska arbetslösheten bestäms av lönebildningen. Sökaktiviteten i denna grupp garanterar att utbudet av arbetskraft blir så stort som möjligt och att inflationsdrivande löneökningar därigenom kan motverkas. Genom att många jobbklara, i arbetsgivarens perspektiv, söker de lediga platserna som finns kan lönerna hållas inom ramen för de avtal som finns på arbetsmarknaden. AMV huvuduppgift är sålunda att ge förutsättningar för de aktörer som optimerar efterfrågan givet inflationsrestriktionen att öka efterfrågan utan att inflationen tar fart. Detta är i sin tur förutsättningen för ökad sysselsättning och minskad arbetslöshet".

## Att söka arbete
Vanligtvis påbörjar man sitt arbetssökande genom att skicka en arbetsansökan, att söka upp en möjlig arbetsgivare, genom kontakter & rekommendationer eller en kombination av dessa. Numera är det vanligt att större företag rekryterar via internet och företagets webbplats, där man som arbetssökande kan registrera sig i företagets databas för arbetssökande.

## Arbetsmarknadsanalys i pressen
[källa behövs]
Innehållet i rapporten har av bland annat Aftonbladet tolkats som att det är arbetslösas uppgift att agera "Inflationsdämpare" genom att söka så många jobb som möjligt.
Direktiven i AMS rapport har fått till följd att ett stort antal av Sveriges arbetslösa av sin handläggare på arbetsförmedlingen har tvingats (under hot om avstängning från A-kassan) att söka jobb de inte ens är kvalificerade för. Syftet (enligt AMS rapport) är att skapa bilden av en hård konkurrens om jobben och genom detta motverka "Inflationsdrivande löneökningar".

## Medicinska följder av arbetslöshet
[källa behövs]
Följden AMS "Förmedlingsarbete med ökat sökandeansvar" har blivit att ett stort antal av Sveriges arbetslösa idag mår mycket dåligt och lider av flera stressrelaterade sjukdomar som fibromyalgi, depressioner, sömnsvårigheter och liknande. Självmordstankar och självskadebeteende är även vanligt bland arbetslösa på grund av ångesten att bli avstängd från A-kassan.
Efter kritiken mot rapporten gick Arbetsmarknadsstyrelsen ut med nya direktiv till landets arbetsförmedlingar.
Vad som står i dessa direktiv är än så länge okänt.